# Peter Sidhom
Peter Sidhom est un chanteur lyrique britannique d'origine égyptienne. Il se produit sur les grandes scènes internationales dans les rôles de baryton-basse.

## Rôles sur scène (extrait)
- Faninal dans Le Chevalier à la rose (Strauss), Paris (1998) (2002) (2006)
- Alberich dans L'Or du Rhin[1], Paris (2010)
- Henry Kissinger dans Nixon in China, Paris (2012)[2]